# Догдонгинский наслег
Догдонгинский наслег — сельское поселение в Мегино-Кангаласском улусе Якутии Российской Федерации.
Административный центр — село Бёкё.

## История
В Догдонгинском наслеге в 1805 году родился национальный герой якутского народа Слободчиков Василий Федорович - Манчаары. Выступивший против социальной несправедливости и гнёта местных феодалов, «благородный разбойник». Широко известный исполнитель олонхо и мастер импровизации. Образ Манчаары был неоднократно освещён русской, якутской и советской литературе.

## Население
| 2002 | 2010 | 2011 | 2012 | 2013 | 2014 | 2015 |
| ---- | ---- | ---- | ---- | ---- | ---- | ---- |
| 380  | ↘364 | →364 | ↘354 | ↗359 | ↗363 | ↗375 |
| 2016 | 2017 | 2018 | 2019 | 2020 | 2021 |      |
| ↗385 | ↗393 | →393 | ↘383 | ↘373 | ↗375 |      |

## Состав сельского поселения
| № | Населённый пункт | Тип населённого пункта       | Население |
| - | ---------------- | ---------------------------- | --------- |
| 1 | Бёкё             | село, административный центр | ↘301      |
| 2 | Сото             | село                         | ↘0        |